# SMS Königsberg (1905)
Az SMS Königsberg a Császári Haditengerészet egyik könnyűcirkálója, az utána elnevezett Königsberg-osztály első tagja volt. Testvérhajói a Stettin, a Stuttgart és a Nürnberg voltak. Építését 1905 januárjában kezdték meg és a következő év júniusában állt szolgálatba.
Pályájának elején a Nyílt-tengeri Flotta felderítő erőinél szolgált és többször kísérte II. Vilmos yachtját a császár külföldi útjain. 1914 áprilisában kétéves kiküldetésre Német Kelet-Afrikába küldték, ám néhány héttel megérkezése után kitört az első világháború. A háború első heteiben a Königsberg kereskedelmi háborút folytatott az Indiai-óceán nyugati felén, de csak egy brit kereskedelmi hajót sikerült elfognia. Tevékenységét nagyban korlátozta a szénhiány. 1914. szeptember 20-án a zanzibári csatában megsemmisítette a Pegasus brit könnyűcirkálót. Ezután a korábban nagyobb hajók számára hajózhatatlannak hitt Rufiji (Rufidzsi) folyóra vonult vissza, hogy megjavítsa hajtóművét, itt azonban röviddel rendbe hozatala előtt, 1914. október 20-án a britek rátaláltak és hadihajóik a torkolatot blokád alá vették.
A megsemmisítésére tett nyolc hónapnyi sikertelen próbálkozások után 1915 júliusában két monitornak sikerült a közelébe férkőznie és súlyosan megrongálnia. A sérült hajót legénysége elsüllyesztette és ágyúit leszerelve csatlakozott a Paul von Lettow-Vorbeck vezette gyarmati véderőhöz, a Schutztruppéhoz. A 60-as évekre a Königsberg egy részét lebontották és újrahasznosították, maradványának többi része a folyó iszapjába süllyedt.

## Konstrukciója
A Königsberg-osztályú könnyűcirkálókat úgy tervezték meg, hogy a honi flották melletti felderítői feladatoknak illetve a gyarmatokon való szolgálatnak egyaránt megfeleljenek, ugyanis a két feladatkörre a költségvetési megszorítások miatt a haditengerészet nem építhetett külön-külön cirkálókat.
A Königsberg teljes hosszúsága 115,3 m, legnagyobb szélessége 13,2 m, legnagyobb merülése 5,29 m, vízkiszorítása teljes harci felszereltséggel 3814 t volt. Két hajócsavarját háromhengeres, háromszoros expanziójú gőzgépek forgatták, melyekhez tizenegy széntüzeléses kazán szolgáltatta a gőzt. Csúcssebessége elérte a 24,1 csomót (44,6 km/h), hatótávolsága pedig 12 csomós utazósebességgel a 10 650 km-t. Fedélzetén 322 fő teljesített szolgálatot, köztük 14 tiszt.
Fő fegyverzetét tíz, külön lövegtalpakra szerelt, 10,5 cm űrméretű, 40-es kaliberhosszúságú gyorstüzelő ágyú (10,5 cm SK L/40) alkotta. Kettő-kettő a hajó orrán és tatján volt egymás mellett elhelyezve, három-három pedig a hajó két oldalán. A 30 fokos szögig emelhető ágyúk lőtávolsága 12 200 m volt. A cirkáló ezekhez az ágyúkhoz 1500 lövedéket tudott elraktározni, így minden ágyújára 150 darab jutott. Fegyverzetéhez tartozott tíz, szintén egyesével elhelyezett, 5,2 cm-es gyorstüzelő ágyú is. A Königsberg két 45 cm-es torpedóvető csővel rendelkezett, melyekhez öt torpedót szállított magával. A cirkáló fedélzetét 20 mm-es, a legfontosabb részeken 80 mm-es páncél védte. A parancsnoki torony páncélzata 100 mm vastag volt.

## Szolgálatba állása

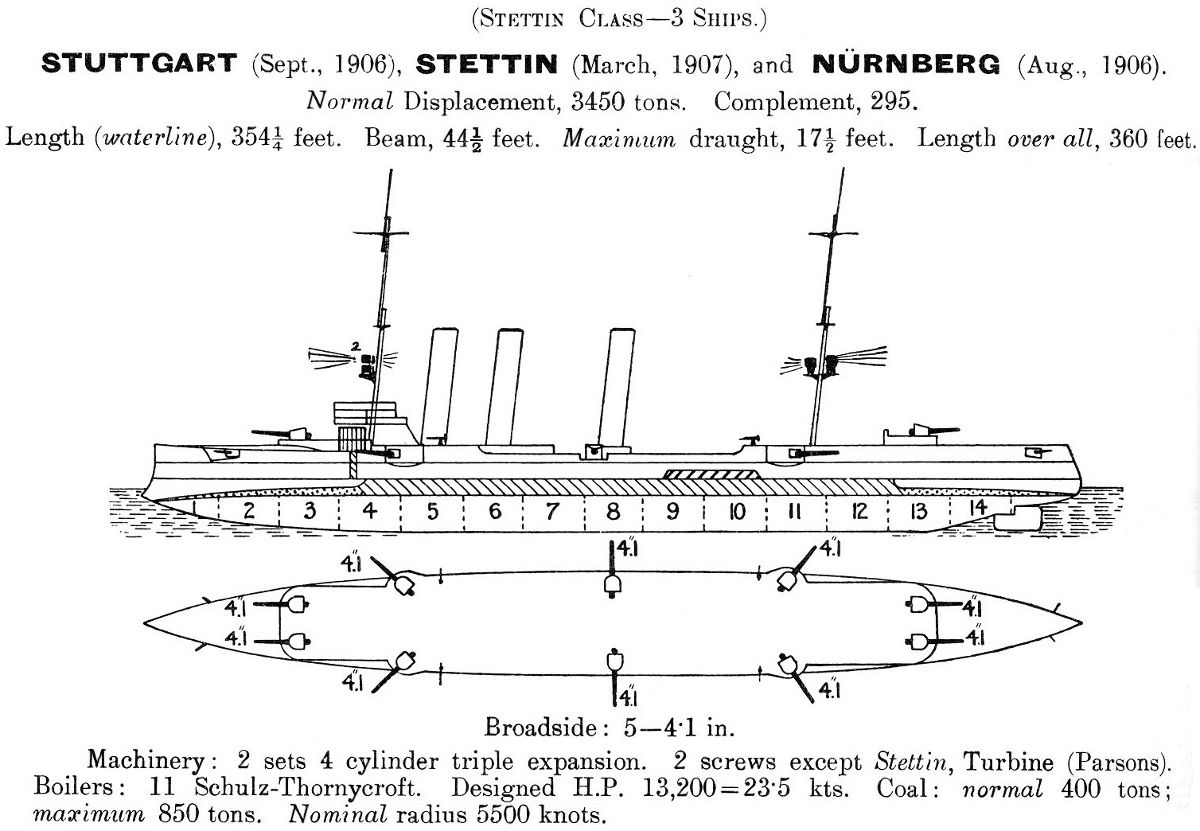
A Königsberg testvérhajóinak vázlati rajza

A cirkálót Ersatz Meteor átmeneti névvel rendelték meg, mivel névleg a kiöregedett Meteor aviso-hajó pótlására szánták. Építését 1905. január 12-én kezdték meg a kieli Császári Hajógyárban (Kaiserliche Werft). Ugyanazon év december 12-én már vízre is bocsátották és Siegfried Körte, Königsberg város főpolgármestere keresztelte meg.
Miután átadták a haditengerészetnek, 1907. április 6-án megkezdte próbaútjait, melyeket júniusban félbeszakított, mert Vilmos császár jachtját, a Hohenzollernt kísérte el három vitorlásversenyre. A két hajó ezután megkerülte a Skandináv-félszigetet és kikötöttek az észak-norvégiai Északi-foknál, ahol a császár augusztus 3-6. között Miklós cárral találkozott. Németországba való visszatérésük után a Königsberg augusztus 9. és szeptember 9. között fejezte be a próbajáratait.
Miután meglátogatta a névadó városát, november 5-én a flotta felderítő erőihez osztották be a Medusa cirkáló pótlására. Az év végén az új Scharnhorst páncélos cirkálóval együtt újból elkísérte a császár hajóját, annak angliai útjára. A német hadihajók Portsmouthban és a Temzénél álltak meg és itt meglátogatta őket Vilma holland királynő is.
December 17. és 20. között a hajó újabb diplomáciai úton vett részt. A császár testvérét, Henrik herceget és tengerésztisztek delegációját kísérte el a svédországi Malmőbe, ahol a herceg II. Oszkár királlyal találkozott.
A Königsberg 1908-as rutinszerű egyéni és rajkötelékben végrehajtott gyakorlatozásai incidens nélkül zajlottak. Az év végi, decemberig tartó nagy hadgyakorlat érintette a Balti-tengert és az Északi-tengert, valamint később az Atlanti-óceánt; utána pedig időszakos karbantartásra 1908-1909 telére szárazdokkba került. Ezek elvégzése után 1909 februárjának elején lépett ismét szolgálatba. A következő két év a szokásos gyakorlatozásokkal telt. Eközben 1910. február 16-án a Kieli-öbölben összeütközött a Dresden cirkálóval. Az ütközés mindkét hajón jelentős károkat okozott, de személyi sérülés nem történt. Mindkét hadihajót később Kielben javították ki. Az év márciusában és májusában elkísérte a császárt, amikor ő Helgolandra, majd Nagy-Britanniába látogatott. A felderítő erők egységei között a Königsberg nyerte ebben az évben Kaiserschießpreist, a hadihajók tüzérségi versenyét. 1909 decembere és 1910 szeptembere között Adolf von Trotha volt a cirkáló parancsnoka.
1911. március 8. és május 22. között ismét a császár yachtját kísérte a Földközi-tengeren, majd június 10-én az újabb építésű Kolberg vette át a helyét a felderítő erőknél, a Königsberget pedig modernizálás végett Danzigba küldték. 1913. január 22-én újból szolgálatba állt a flotta kötelékében, ahol a szintén modernizálásra küldött Mainz könnyűcirkáló helyét vette át. Közben április 1-18. közötti rövid ideig a kiképzőrajnál volt. Ez a szolgálati ideje június 19-ig tartott, mikor is tartalékba helyezték Kielben. 1914 elején az Admiralstab (a flotta vezérkara) Német Kelet-Afrikába küldte az elavult Geier künnyűcirkáló felváltására.

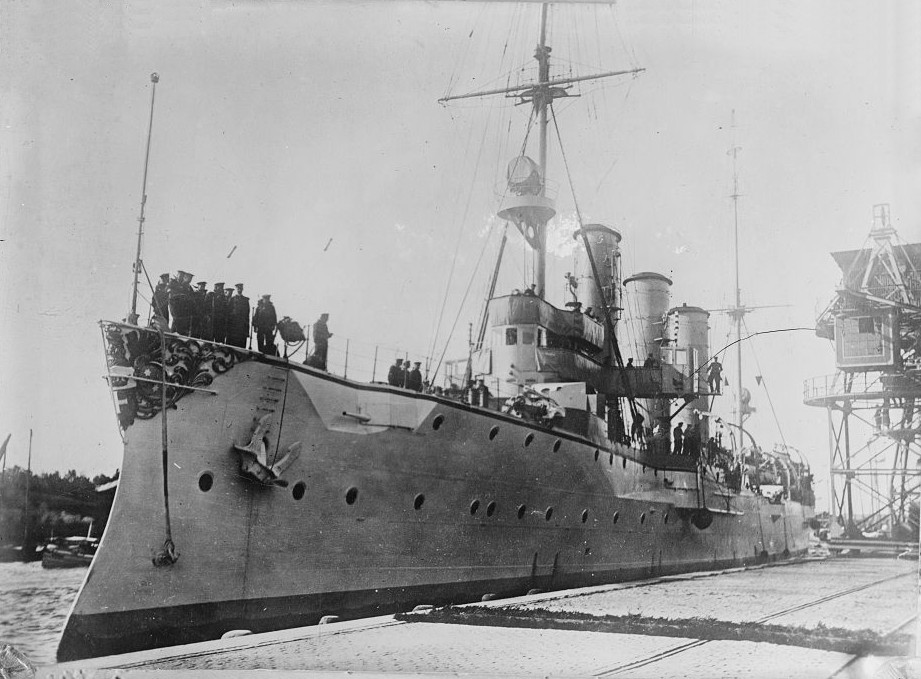
A Königsberg a háború előtt

1914. április 1-én Max Looff fregattkapitány vette át a hajó parancsnokságát és április 28-án Wilhelmshavenből indult a kétévesnek tervezett afrikai szolgálatra. Május 3-5. között a spanyol Almería városát, május 7-8-án Cagliarit, majd május 9-12. között Nápolyt kereste fel. Nápolyban találkozott a Goeben csatacirkálóval, a földközi-tengeri divízió zászlóshajójával. A divízió parancsnokának megbízásából május 15-17. között felkereste Mersint és május 18-19-én Alexandrettét Törökország területén, mielőtt május 21-én Port Szaídnál a Szuezi-csatornához érkezett. A csatornán május 23-án haladt át. Május 27-29. között Ádenben kereste fel a helyi brit kormányzót, majd innen továbbhaladva 1914. június 5-én érkezett meg új állomáshelyének központjába, Daressalamba.

## Szolgálata a kelet-afrikai állomáshelyen

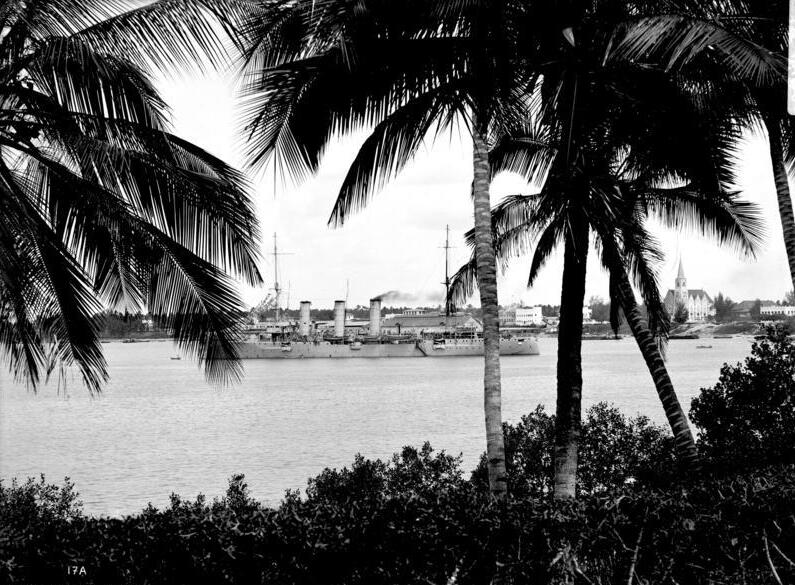
A Königsberg Daressalamnál (1914 július)

Két nappal a Königsberg érkezése után, június 7-én ünnepelte a helyi Schutztruppe – a német gyarmatvédelmi haderő – fennállásának 25. évfordulóját. A Schutztruppe parancsnokhelyettese Looff fregattkapitánynak a Schwalbe cirkáló, az ezidáig legtovább az alakulattal itt szolgáló hadihajó modelljét ajándékozta ebből az alkalomból. A Daressalamban való tartózkodás után a cirkáló felkereste Bagamoyo kikötőjét. Az afrikai lakosokra nagy hatást tett a hadihajó, főként annak három kéménye, mivel úgy gondolták ez azt jelzi, hogy erősebb egy kétkéményűnél. A hajót ezután a „Manowari na bomba tatu” kifejezéssel emlegették, aminek jelentése „a hadihajó három pipával”.
Három héttel a Königsberg Kelet-Afrikába való érkezése után meggyilkolták Ferenc Ferdinánd főherceget és az azt követő nemzetközi politikai válság és háborús fenyegetés miatt Looff az aktuális gyakorlóútjáról július 24-én visszatért Daressalamba, hogy feltöltse szén- és lőszerkészleteit. Ezenkívül a tengerpart mentén figyelőszolgálatot szervezett az antant hajómozgásainak szemmel tartására. A fregattkapitány július 27-én hivatalos értesítést kapott az Admiralstabtól a fokozódó háborús feszültségről.

### Találkozás a brit Fokföldi Hajórajjal
Július 31-én a Tabora gőzös azzal a meglepő hírrel érkezett Daressalamba, miszerint a brit flotta Fokföldi Hajórajának érkezését augusztus 1-re várják Zanzibárra és hogy a szigeten számos háborús előkészületet foganatosítottak, holott Nagy-Britannia esetleges háborús részvételéről semmiféle információ nem érkezett. A hírek hatására Looff 16:30-kor kihajózott a Königsberggel, hogy a mozgásszabadságát minden eshetőségre biztosítsa.
A Königsberg két 8,8 cm-es ágyúját előzőleg az etap irányítását átvevő Möwe mérőhajónak (Vermessungsschiff) adta le azzal az utasítással, hogy később egy segédcirkáló felfegyverzéséhez használják fel őket. A könnyűcirkáló ellátóhajóiként a Somali, a König (együtt is mindössze 1600 tonna szénnel) és az élelmiszerszállítmánnyal Afrikába érkező Feldmarschall gőzösök jöhettek szóba, a Taborát segédcirkálóként (13,5 csomós sebességével) tervezték alkalmazni.
Távozásakor Loof tudatta azon szándékát, hogy egy háború kitörése esetén annak ideje alatt nem áll szándékában visszatérni Német Kelet-Afrikába. Alig hagyta el a német cirkáló a kikötőt, mikor 5-10 tmf távolságra a parttól megpillantották a Fokföldi Hajóraj egységeit. A brit hajók egymástól távol, elsötétítve közelítettek dél felől. A hajóraj július 27-én Fokvárosból Mauritiusra tartott, mikor az admiralitástól üzenetet kaptak, miszerint nem volt kizárható egy fegyveres konfliktus kirobbanása és ezért az alakulat feladata a központi hatalmak hajóinak követése. A brit cirkálókat a rajparancsnok, King-Hall ellentengernagy a madagaszkári Diego-Suareznél vonta össze, és innen indult Zanzibár felé, ahonnan a Königsberget tervezte megfigyelés alatt tartani. Emellett Peirse tengernagy, a kelet-indiai állomáshely parancsnoka utasította a Dartmouth cirkálót, hogy amint elhagyja a bombay-i dokkot, azonnal induljon Zanzibár felé, mivel úgy vélte, a Fokföldi Hajóraj egységei alacsony sebességük miatt nem alkalmasak a Königsberg elfogására.

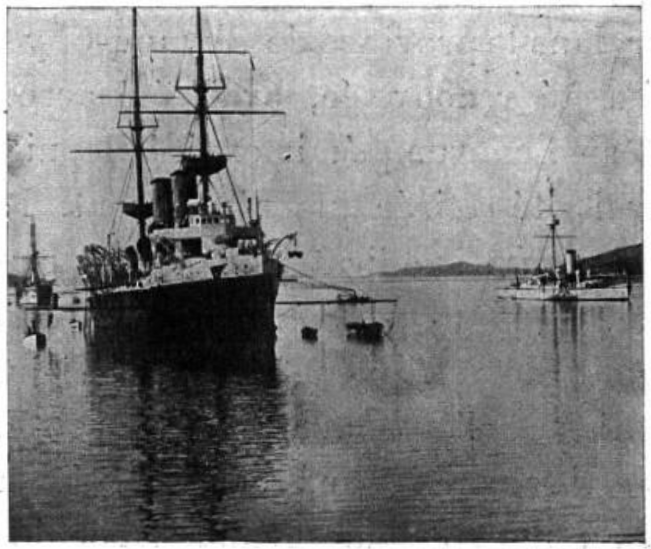
Az Astraea könnyűcirkáló egy 1904-es fotón

A Königsberg kifutása után Zanzibár szigetének déli csücske felé vette az irányt, mikor a három cirkáló a még világos keleti égbolt előtt feltűnt. A Pegasus hamarosan északnak, Zanzibár felé tért ki, míg az Astraea és a Hyacinth a Königsberg felé vették az irányt. Az Astraea lassan a Königsberg elé, 3000 méteres távolságba helyezkedett és irányát az övéhez igazította. A Hyacinth a német cirkáló mögé helyezkedett, de ezt a brit hajót hamarosan a sötétségben szem elől veszítették a német hajóról.
A brit hajók felbukkanásakor Looff a kazánok gőznyomásának gyors fokozására adott utasítást. Mire a cirkáló a 22 csomós sebességhez elegendő gőznyomást elérte az Astraea már háromnegyed órája kísérte. Ekkor Looff hátraarcot vezényelt és 10 percig teljes sebességgel haladt az ellenkező irányba, majd fokozatosan déli irányra állt. Az Astraeát így szem elől veszítették, viszont jobbra elől 1000 m távolságban hamar feltűnt a Hyacinth. A Königsberg balra kanyarodva 600 m távolságra haladt el az északnak tartó cirkáló mögött. Röviddel ezután a Hyacinth nagy sebességre kapcsolva próbálta követni, de a Königsberggel annak alacsonyabb sebessége miatt nem tudta tartani a lépést és fél óra múlva eltűnt a láthatáron. A Königsberg még egy órán át tartotta a 22,5 csomós sebességet délnek tartva, míg a Rufidzsi deltája előtti Mafia-szigetig nem ért, ahol a sebességét 12 csomóra mérsékelve keletnek fordult és ebbe az irányba haladt hajnali hat óráig. Ezután fordult csak ismét északnak, hogy eredeti úti célját, az Ádeni-öblöt megközelítse.
King-Hall tengernagy a július 29-én vételezett figyelmeztető távirat (warning telegram) vételezése után a Hyacinth-tal visszatért Dél-Afrikába. A hátramaradt Pegasus és Astraea Német Kelet-Afrika Daressalamtól délre lévő, szigetekkel és öblökkel tarkított, tenger felől be nem látható partszakaszát még a brit hadüzenet előtt gőz- és motorbárkákkal fésülte át, mivel feltételezték, hogy a Königsberg itt rejtőzik.
A brit cirkálóraj feltűnése öt nappal a hadüzenet előtt világos jele volt Nagy-Britannia háborús szándékainak, a német felségvizeken való felderítés pedig már egyértelműen háborús cselekménynek számított. A britek a végrehajtott felderítéssel az 1885 februári Kongó-szerződés 11. cikkelyét is megsértették, melynek értelmében a Kongó-medence területei (közte Német Kelet-Afrika is) semlegességet kérhetett egy katonai konfliktus esetén.
Loof fregattkapitány megjegyzéseit az eseményekhez a német történetírás szó szerint idézi:

„Ezt a cselekedetet [a partvonal átkutatását] feltétlenül brit részről véghezvitt háborús cselekedetként kell tekinteni, még ha a cirkálók július 31-ei esti viselkedése kimondottan sajátságos módon végrehajtott békeidőbeli gyakorlatozását volt is hivatott bemutatni a Fokföldi Hajórajnak.
A hajók német felségterületre való behatolása és a védnökség alatt álló terület part menti vizeinek csónakokkal való átkutatása a Königsberg után kétségtelenül a béke megsértése volt, amit az első ellenséges cselekedetként kell elkönyvelnünk a kelet-afrikai állomáshely területén. Ha ezzel szemben később angol oldalról azt hangoztatták, hogy a békét és a Kongó-aktát [Kongó-szerződést] elsőként német részről sértették meg az által, hogy a daressalami rádióadó a hadüzenet után kommunikációt folytatott a Königsberggel, azzal szembe kell állítani, hogy a Kongó-szerződésben foglalt kötelezettségek csak a hadüzenet Német Kelet-Afrika és a Königsberg számára való hírül adása után léptek életbe. Ez pedig augusztus 5-én este 10 órakor történt meg; ezen időpont után a Königsberg a Német Kelet-Afrikától való nagy távolsága miatt nem léphetett kapcsolatba a daressalami rádióállomással. Az 1885. február 26-ai Kongó-akta 11. cikkelye megfogalmazza, hogy a hadviselő felek lemondanak az ellenségeskedés Kongó-aktában neutralizáltként meghatározott területeire való kiterjesztésről vagy ezen területeknek a hadműveletek során bázisként való alkalmazásáról. Német részről egyik kikötést sem szegték meg az angol cirkálók ellenséges cselekedetei előtt. Ellenségeskedésnek minősülnek a vízi, szárazföldi és légi csapatok azon cselekedetei, melyek az ellenséges haderő vagy az ellenség [saját] terület feletti birtoklása ellen irányulnak. Az első ellenséges cselekedeteket ez alapján a felségvizek jogtalan átkutatása képezte, mely területek Német Kelet-Afrika birtokának számítottak. Hogy a védnökség területét német részről háborús hadműveletek bázisaként használták volna még az első ellenséges angol cselekedetek előtt, szintén nem állítható, mivel a Königsberg éppen a Kongó-akta ezen rendelkezéseire tekintettel még az első hadüzenet előtt elhagyta a német felségvizeket, anélkül, hogy a későbbiek folyamán a Német Kelet-Afrikába, mint az Indiai-óceánon folytatott hadműveleteinek bázisára való visszatérés lehetőségével számolt volna.
Az 1914-ben megkezdett diplomáciai tárgyalások, melyek a Kongó-medencében épp kitörő ellenségeskedések leállítását célozták, mint ismeretes a belga kormányzat augusztus 7-ei, párizsi és londoni követeknek küldött táviratával indultak, melyben azt a kívánságot fogalmazták meg, hogy a háború ne terjedjen ki Közép-Afrikára. A tárgyalások 1914. augusztus 17-én az Anglia általi kerek elutasítással értek véget.”

## Első világháború
A Königsberg augusztus 5-én 22:00 körül vette a daressalami adótól azt a megegyezett jelszót („EGIMA”), mely Nagy-Britannia Németországnak küldött hadüzenetét adta tudtul. Ezután útját az Ádeni-öböl felé folytatva igyekezett rádión értesíteni a német kereskedelmi hajókat a háborúról és hogy azok ne fussanak be az antant kikötőibe. Looff főként a Zieten és a Reichenfels gőzhajókat szerette volna magához rendelni. A Szokotránál hajózó Zietennel még sikerült időben kapcsolatba lépni, azonban a Reichenfels – a rádiós személyzet mulasztása miatt – nem fogta a a figyelmeztető jelzéseket és Colombóba befutva angol zsákmány lett az 5-6000 tonna szénkészletével együtt, amivel pedig a Königsberg huzamosabb ideig folytathatta volna cirkálóháborúját.

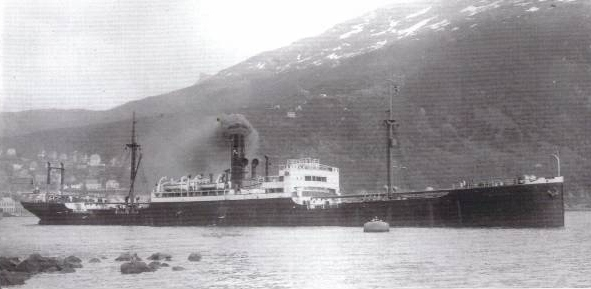
A Goldenfels egy 1940-ben készült fotón

A német cirkáló augusztus 6-án délben ért a Guardafui-fokhoz, ezzel elérte a kereskedelmi háborúra kijelölt területet. Eddigre azonban a 830 tonnás szénkészletéből már csak 200 t maradt. A brit cirkálórajtól való elszakadás 31-én este egyedül 120 t szenet igényelt, ráadásul a hajtóművei is igényeltek volna egy átfogó karbantartást, amit azonban Daressalam sietős elhagyása nem tett már lehetővé. Ezen a napon a Zieten számára kijelölt találkozási helyre érkezett a Goldenfels gőzhajó is, mely még jelentős mennyiségű szénkészlettel rendelkezett, azonban ez gyenge minőségű indiai szén volt, ami a vízcsöves kazánokkal rendelkező Königsberg számára nem jelentett nagy segítséget. Looff a gőzöst a Kúrja-Múrja-szigetek egy védett részére irányította, ahol a további parancsokig kellett várakoznia. A Goldenfelsszel egyidőben tűnt fel a láthatáron a Zieten, mely a Goldenfels távozása után állt meg a cirkáló mellett. Ez a hajó csak négy napra való szénkészlettel rendelkezett, ráadásul sok brit és ausztrál utas is tartózkodott a fedélzetén, akik ellátását nem tudták volna megoldani, ezért nem lehetett egyelőre kísérőként alkalmazni. Looff a Zietent a dél-arábiai Bender Burumba küldte, ahol meg kellett várnia a cirkáló beérkezését.
Ezekben a napokban a brit cirkálók folyamatosan Daressalam előtt cirkáltak és az Astraea augusztus 8-án nyolc célt tévesztő lövést adott le a város rádióállomására. A szárazföldi hatóságok utasítására az állomáson egy fehér zászlót vontak fel, jelezve, hogy Daressalam egy nyílt, védelemmel nem rendelkező város. A brit cirkáló ezután hagyott fel a lövetéssel.

### Önálló cirkálóháború

#### Ádeni-öböl
A találkozási pontot a Königsberg előbb megtévesztésül délkeleti irányba hagyta el, majd látótávolságon kívül folytatta az útját az Ádeni-öbölben. A kilátásai a cirkálóháborúban nem voltak kedvezőek, mivel már az első találkozása egy ellenséges cirkálóval könnyen a végét jelenthette az alacsony szénkészletei miatt. Looff úgy vélte, hogy az Ádeni-öbölben egy ideig zavartalanul tevékenykedhet mert nem tudnak a jelenlétéről. Ebben azonban tévedett, mert a bőséges rádióforgalmát (a kereskedelmi hajóknak leadott figyelmeztetéseit és a velük való kommunikációt) a britek észlelték és az Ádenből keletnek induló hajóforgalmat azonnal leállították, a keletről érkező hajókat pedig figyelmeztették a veszélyre és a bevett útvonalakon kívül való haladást tanácsolták nekik. A britek a cirkáló mozgásterét beszűkítendő a semleges kelet-afrikai portugál kikötőkben felvásárolták a teljes raktáron lévő szénmennyiséget.

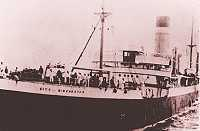
A City of Winchester teherhajó

Augusztus 6-án este 21:00-kor két keleti irányból érkező hajó füstjét észlelték a Königsbergről. A sötétség beállta után megállított első hajó egy japán utasszállító volt, amit fényszórókkal való ellenőrzés után továbbengedett. Ezután a második hajó felé vette az irányt, mely a 6601 tonnás brit City of Winchester gőzhajó volt. Főként teából álló rakományával július 30-án hagyta el Colombót és csak aznap délután fogta a Németországnak küldött hadüzenetről szóló és a Königsbergre figyelmeztető jelzéseket, ezért akadhatott a Königsberg útjába. Bár tiltott árut (kontrabandot) nem szállított, a hajó kialakítása alkalmassá tehette segédcirkálóként való bevetését, ezért Looff jogosnak ítélte a lefoglalását. Az éjszakai portyázás után magával vitte a Bender Burum előtti öbölig, ahol a Zieten várakozott és ahova hamarosan megérkezett az ide rendelt Ostmark gőzös is.
A kereskedelmi hajók nem rendelkeztek a várt mennyiségű szénkészletekkel és Portugál Kelet-Afrika elérésével sem próbálkozhattak. A Zietennek az elfogott brit hajóról kellett kiegészíteni a szénkészletét, amit a Kúrja-Múrja-szigeteknél tett meg másnap. Innen a Zieten a brit hajó tisztjeit és európai legénységét a fedélzetére véve Mozambik felé távozott. A City of Winchester kapitánya és tisztjei később úgy nyilatkoztak, hogy „a németek a legnagyobb udvariassággal és odafigyeléssel bántak velü[n]k.”
A Königsberg augusztus 7-10. között ismét az Áden felé vezető kereskedelmi útvonal mentén cirkált, de nem járt sikerrel és a Kúrja-Múrja-szigetekhez hajózott ő is, mindössze 80 t szénnel a raktáraiban. Itt a már horgonyt vetett Goldenfels koprarakományát vette át, amit végső esetben fűtőanyagként lehetett használni. Augusztus 11-én áthajózott a Hallanija-szigethez és itt a City of Winchestertől a maradék, nagyon gyenge minőségű 400 t szenet és ellátmányt vett át, majd a brit hajót másnap elsüllyesztették. Maradék legénységét pár nappal később a Goldenfels vitte magával Sabangra.
Augusztus 12-én a Königsberg rádiókapcsolatba lépett a Daressalamot augusztus 3-4-ike éjszakáján elhagyó Somalival és az ellátóhajót a Hallanija-szigethez rendelte. Itt augusztus 14-én találkoztak, de ugyanakkor számos brit hadihajó rádiójelét is észlelték. Ezek a japán utasszállító beszámolója és a City of Winchester kimaradása miatt a Földközi-tengerről és a kelet-indiai állomáshelyről a felkutatására ideküldött hadihajóktól származtak. A nem biztonságosnak ítélt helyről délnek, a szomáliai Ras Hafun felé hajóztak tovább, ahol augusztus 19-én vetettek horgonyt. A viharos időjárás erősen növelte a cirkáló szénfelhasználását és mire ideért, már csak 70 t maradt. Két nappal később futott be a Somali, és ekkor 850 tonnára tudták ismét feltölteni a szénkészleteket. Az üzemanyag átszállítása a délnyugati monszun orkánerejű szele által keltett forró homokviharában történt és rendkívüli teljesítményt követelt meg a legénységtől.

#### Madagaszkár
A sikertelenség miatt Looff úgy döntött, elhagyja az Indiai-óceán északi részét és a Madagaszkár körüli vizeken fogja zavarni a francia kereskedelmet, amivel egyben a Német Kelet-Afrika előtt cirkáló brit hadihajókat is délnek vonja el. Augusztus 23-án a cirkáló elhagyta Ras Hafunt. Előbb kelet-délkeleti irányba haladt, majd délnek haladt tovább Madagaszkár felé. A Somalinak a sziget északi része közelében jelölte ki a következő találkozási pontot.
A Königsberg augusztus 30-án érkezett meg a sziget nyugati felének fő kikötőjéhez, Majungához. A települést éjszaka is meg lehetett közelíteni, mivel a navigálást segítő jelzések mind a helyükön voltak. 05:00-kor felvont német csúcszászlókkal behajózott a belső kikötőbe. Ekkor a földi jelzőállomás a következő jelzést adta le: „Angol cirkáló érkezik”. (Vélhetőleg a német zászlót összekeverte a hasonló kinézetű brittel.) A Königsberg az állítólag ittlévő német Khalif gőzhajót kereste, de a kikötő teljesen üres volt, még a kisebb hajókat és csónakokat is a Betsiboka folyó nehezen megközelíthető oldalágaiban rejtették el. Az információk szerint a közvetlenül a parton lévő erődöt nem lehetett kivenni, a rádióállomás pedig lakóházak között, közvetlenül egy vöröskereszttel megjelölt épület mellett állt. Emiatt, és mert a német parancsnok úgy ítélte meg, hogy a rádióállomás katonai értékkel amúgy sem rendelkezik, eltekintettek annak lövetésétől. A kikötőben nem láttak átrakodóhajókat, így azzal sem számolhattak, hogy a szénkészleteiket fel tudják itt tölteni. A Königsberg ezért gyorsan el is hagyta a kikötőt.
Madagaszkár vezető lapjában pár nappal később azt állították, hogy a kikötő francia parancsnoka tudatta a cirkálóval, amennyiben lövetni fogja a várost, akkor minden franciáért, akinek baja esik, öt, minden bennszülöttért két német állampolgárt fognak lefejezni. A cikk szerint e fenyegetés hatására, valamint a figyelmeztetésre, hogy a – sziget északi csücskén lévő – Diego-Suarezben állomásozó francia hajóraj meg fogja semmisíteni a Königsberget, menekültek el gyorsan a németek. E történet puszta kitaláció, mellesleg az említett „hajóraj” az elavult Baucluse ágyúnaszádból valamint két szintén elavult torpedónaszádból állt, amik nem jelentettek volna veszélyt a Königsbergre.
Majungát elhagyva a szigettől északra lévő vizeken portyázott abban a reményben, hogy a Mauritius és Zanzibár között közlekedő postahajót elfoghatja. A postahajót azonban figyelmeztették a veszélyre és Diego-Suarezbe érve hosszabb ideig visszatartották. A sikertelen rajtaütés hatására hosszabb időre a Madagaszkár körüli hajóforgalmat leállították, azonban ezzel a Königsberg el is vesztette annak a lehetőségét, hogy eredményes cirkálóháborút folytasson a térségben és ennek segítségével szénkészleteit feltölthesse.
Szeptember 1-én a Königsberg az Albabra-szigetnél 200 t szenet vett fel a Somaliról. Ezt követően a hajtóművek karbantartásának elvégzéséhez egyedül szóba jöhető hely felé, Német Kelet-Afrika felé vette az irányt. Mivel a kikötők blokád alatt voltak, más kikötőhelyet kellett találnia és a választás a Möwe mérőhajó (Vermessungsschiff) által az év tavaszán felmért Rufidzsi folyó deltájára esett. A deltatorkolat hat ága közül a kettő északi, a Ssimba-Uranga és a Kikunja torkolatágak (kiejtve: Szimba-Uranga és Kikunya) voltak járhatók nagyobb hajók számára. Ezeken 5 méteres merülésű hajók 15 tengeri mérföldnyire hajózhattak fel a torkolat előtti homokpadoktól. A homokpadokon csak szökőárak idején – tizennégy naponta – lehetett áthaladni és a Königsberg ezt szeptember 3-án ideérkezve tette meg. A Ssimba-Uranga ágon 10 tmf-nyire hajózott fel Ssalaléig, ahol horgonyt vetett.

### Zanzibári csata
A Königsberg jelenlétét a legnagyobb titoktartással kezelték és őrszolgálatot szerveztek a delta-vidéken a kellemetlen meglepetések megelőzésére. Looff terve az volt, hogy a Rufidzsi torkolatát támaszpontnak építi ki a cirkálója számára, ahonnan portyázásokat indíthat az Indiai-óceánra és az elfogott hajókat ide irányította volna további felhasználásra. Looff a kikötőkből hozatott a cirkálója számára szenet a polgári hatóságok neheztelése mellett, azok ugyanis attól tartottak, hogy a folyamatos szállítmányozást a britek a kikötőben korábban lefoglalt gőzhajókról szóló egyezség megsértésének tekinthetik. A gyarmat déli részén lévő Lindinél álló Präsident gőzhajó is szállított szenet a Rufidzsihez. Az ellátmányt a cirkáló a környező ültetvényesektől szerezte be. Szeptember 18-ra sikerült a készleteket oly mértékben feltölteni, hogy a Königsberg ismét kihajózhatott portyázni.

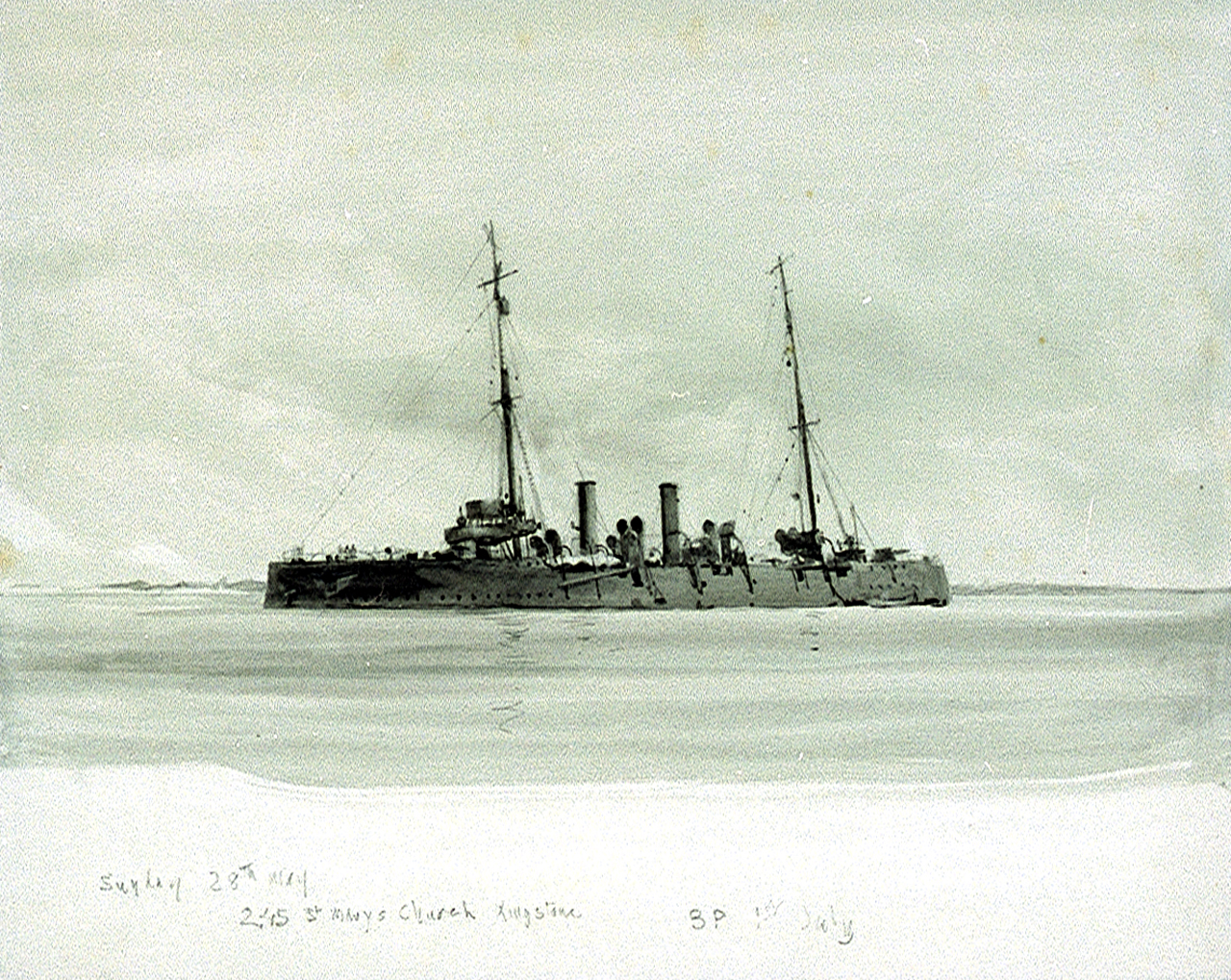
A Pegasus a támadás előtti napon Zanzibárnál

A part menti megfigyelőposztok jelentései szerint egy brit cirkáló rendszeresen őrjáratozott a környező partok előtt. Looff feltételezése szerint a szeptember 19-ei Zanzibár felé távozása azt jelentette, hogy a támaszpontjára indult vissza és itt meglepetésszerű támadást tervezett végrehajtani a part menti hajózást fenyegető hadihajóra. Mivel a Kongó-medencére vonatkozó semlegességi kérelmet, amit a nemzetközi megállapodások alapján a gyarmat kormányzója kérhetett, a britek augusztus közepén már visszautasították – és mert ezeket amúgy is korábban megszegték, Looff legitimnek ítélt meg a gyarmat területét mint támaszpontot igénybe vevő támadást. Még aznap este elhagyta a torkolatot, hogy másnap reggel korán lephesse meg a briteket.
A Königsberg hajnali szürkületben hajózott el a kikötő előtt őrködő őrhajó, a korábban zsákmányolt Helmuth mellett, majd a part előtt egyedül álló cirkálóra kb. 7000 m távolságból 05:10-kor tüzet nyitott. Már a harmadik sortüzével belőtte magának a célpontot és ezután folyamatosan ért el rajta találatokat. Az érkezése előtt negyed órával már riadóztatott brit hajóról viszonozták a tüzet, de találatot nem tudtak elérni – a brit magyarázat szerint azért nem, mert bár hasonló űrméretű lövegekkel rendelkezett, de ezek régebbiek voltak és a német hajó a lőtávolukon (8200 km) kívül tartotta magát. A Königsberg nyolc perc alatt kiiktatta a Pegasus mind a négy feléje irányozható lövegét, mai után a brit parancsnok felvonatta a megadást jelző fehér zászlót. Ezután egy rövid szünet következett, mert a német megfigyelők közül csak egy valaki vette észre a jelzést a gomolygó nagy füstben. Miután a fehér zászlót hosszas megfigyelés után sem észlelték újra, Looff a lövetés folytatására adott parancsot. Ez 05:55-ig tartott, mikor is egy brit matróz a még jól látható tatrészen nem kezdett el lóbálni egy fehér zászlót. Ezt észlelve a németek, 45 percnyi lövetés után, felhagytak a tüzeléssel. A brit hajó az elszenvedett találatoktól meglékelve délutánra süllyedt el, legénységéből összesen 38 fő veszítette életét.
Ezután a Königsberg rövid lövetéssel kiiktatta a britek közelben lévő rádióállomását, majd homokkal töltött petróleumoshordókat hajítottak róla a vízbe, amivel azt a látszatot keltették, hogy elaknásították a kikötő bejáratát. Emiatt a britek hosszabb ideig nem is használták a déli bejáratot. A városon a támadás után pánik lett úrrá, amit csak újabb brit hadihajók és csapatok megjelenése tudott mérsékelni. A rajtaütés végeztével a német cirkáló a délután folyamán a még magas vízállást kihasználva visszatért a Rufidzsire. Azt csak pár nappal később tudták meg, hogy a Pegasus volt az áldozatuk.

### Csata a Rufidzsi-deltában
Elhúzódó ostrom

A Königsberg hajtóművének több alkatrésze meghibásodott és elhasználódott az utóbbi hetekben és voltak olyanok, melyeket újra kellett öntetni Daressalamban, majd vissza kellett juttatni a folyótorkolathoz. Közben a cirkálónak hetekig sikerült az ellenség elől rejtve tartania a tartózkodási helyét. A rádióforgalmával azt a látszatot igyekezett kelteni, hogy a nyílt tengeren tartózkodik, amivel a német megfigyelések szerint sikerült a briteket megtéveszteni. A felkutatására több cirkálót helyeztek át az Indiai-óceánra az afrikai partokhoz. Ezek az elfogott német hajókról fontos információkat szereztek be, melyekből végül megsejtették, hogy a Königsberg az általuk hajózhatatlannak vélt Rufidzsi folyó deltatorkolatában rejtőzhetett el. Az ide küldött könnyűcirkáló partraszálló egysége október 31-én felfedezte a Königsberg és ellátóhajója, a Somali árbóccsúcsát a lombkoronák felett, mire blokád alá vették a torkolatrendszert számos hadihajó részvételével. A Königsberg kijavított alkatrészei épp felfedezésének napján érkeztek be és beszerelésük után pár nap múlva készen állt volna a kereskedelmi háború folytatására.

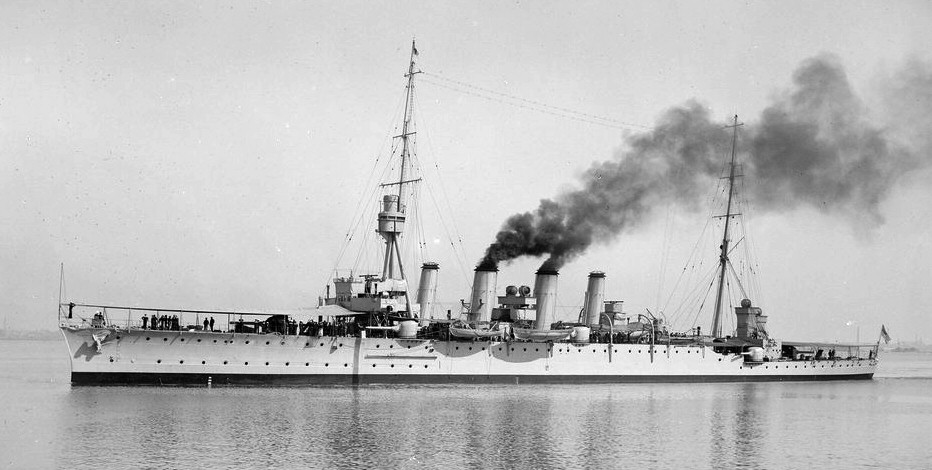
A Chatham brit könnyűcirkáló

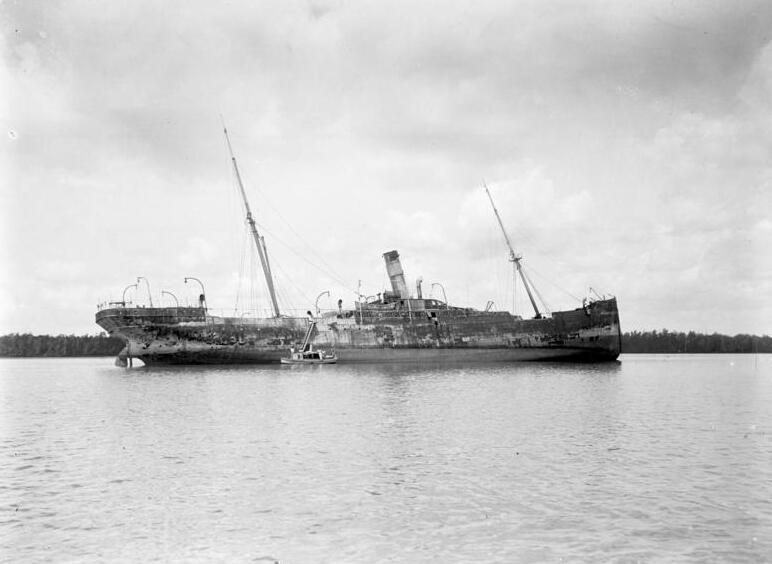
A kiégett és megfeneklett Somali a Rufidzsin

Az első támadást már november 1-én végrehajtotta a Chatham a 152 mm-es lövegeivel 15 km távolságból. A nagy lőtávolságot úgy érték el, hogy a hajót megdöntötték, így növelve a csőemelkedés magasságán. Hamarosan két másik könnyűcirkáló (Weymouth, Dartmouth) is csatlakozott hozzá a lövetésben. A Königsberget nem érte találat, de a Somalit igen aminek következtében kiégett és megfeneklett. November 3-án a Königsberg feljebb hajózott a folyón, hogy a támadói hatókörén kívülre kerüljön. A brit cirkálók – habár a merülésük nem volt nagyobb a Königsbergénél – nem merték követni, mivel tartottak az ismeretlen medrű folyón való zátonyra futástól.
A torkolatban a németek egy kis létszámú és könnyű lövegekkel felszerelt alakulatot, a Delta különítményt (Delta Abteilung) állítottak fel a cirkáló védelmére. A britek a nehéz terepen eltekintettek a partraszállástól és a Königsberg szárazföldi csapatok segítségével való kiiktatásától aminek az is az oka volt, hogy november 4-én látványos vereséget szenvedtek Tangánál és nem akartak még egy ilyen presztízsromboló vereségbe belefutni.
A britek egy teherhajót a folyó közepére vittek és ott elsüllyesztették, hogy lehetetlenné tegyék a Königsberg kihajózását. Looff eközben valamennyivel feljebb húzódott, hogy messzebb kerüljön az ellenségtől. Úgy vélte, hogy ha csapdába került is, a britek aránytalanul sok hajóját le tudja foglalni, amelyeket a háború egyéb színterein is használhatnának. Időközben a blokádhoz új hadihajók csatlakoztak, többek között a Pyramus cirkáló és az ausztrál Pioneer könnyűcirkáló.
A sikertelen kísérletek után a britek repülőgépek bevetésével próbálkoztak felderíteni pozícióját és bombatámadást indítani ellene. 1914 november-decemberében egy Curtiss repülőcsónakkal sikerült többször föléje repülni, de a pilótája az utolsó bevetésén fogságba esett. Később más típusokkal is próbálkoztak, melyeket a januárban elfoglalt Mafia-szigeten kialakított repülőtéren állomásoztattak és felderítőként valamint tüzérségi megfigyelőként igyekeztek alkalmazni. Ezek közül az első pár helyszínre szállított repülőgép a trópusi hőségben rövid idő alatt mind tönkrement vagy összetört. A jelentések szerint a cirkálót a németek erősen álcázták. Looff fregattkapitány később ezt az érdekes híresztelést a következőképpen kommentálta:
„Az ellenség később a sajtóban a Königsberg „parancsnokának zsenialitásaként” jellemezte, hogy a hajóját zöld szövetek és bokrok felaggatásával csaknem teljesen láthatatlanná tette. Ezzel szemben meg kell állapítani, hogy egyetlen darab vitorlavászon – ami fokozta volna a tűzveszélyt – sem, sem bármiféle bokrok nem díszítették a hajót, amik a kilátást akadályozták volna.”
A hadműveleteket irányító King-Hall tengernagy monitorokat (kis merülésű hadihajókat) is kért ezután az admiralitástól, melyektől azt remélte, hogy képesek lesznek kellően megközelíteni a Königsberget a torkolatban és ki tudják azt iktatni.
A német legénység egy része eközben csatlakozott a Paul von Lettow-Vorbeck alezredes által vezetett gyarmati védelmi erőhöz, amely sikerrel harcolt a britek ellen a szárazföldön. A Königsberg legénysége 220 főre csökkent, amellyel még harcképes volt, de a tengerre már nem futhatott volna ki. December 18-án ismét feljebb óvakodtak a folyón, öt nappal később pedig ágyútűzzel megfutamították a két sekély merülésű angol hajót, amelyek megtámadták a Somalit. A németek helyzete azonban messze volt a biztonságostól. Híján voltak a szénnek, a muníciónak, élelemnek és gyógyszernek, a legénység pedig sokat szenvedett a trópusi betegségektől.
Az anyaországban megpróbálták megszervezni a Königsberg utánpótlását. Egy elfogott angol teherhajót, a Rubenst átalakítottak és Kronborg álnévvel, dán dokumentumokkal és dánul beszélő legénységgel indították útnak. A szénnel, munícióval, kézifegyverekkel egyéb felszerelésekkel megrakott hajó eljutott a kelet-afrikai vizekre, de a britek tudomást szereztek az érkezéséről és Hyacinth cirkálót küldték az elfogására. Tanga kikötője előtt a teherhajót meglepte, de az még be tudott hajózni a közeli Manza-öbölbe és itt legénysége a sekély vízben a tengerfenékre ültette. Rakománya nagy részét sikerült megmenteni és eljuttatni a német gyarmatvédelemhez.
A végső összecsapások

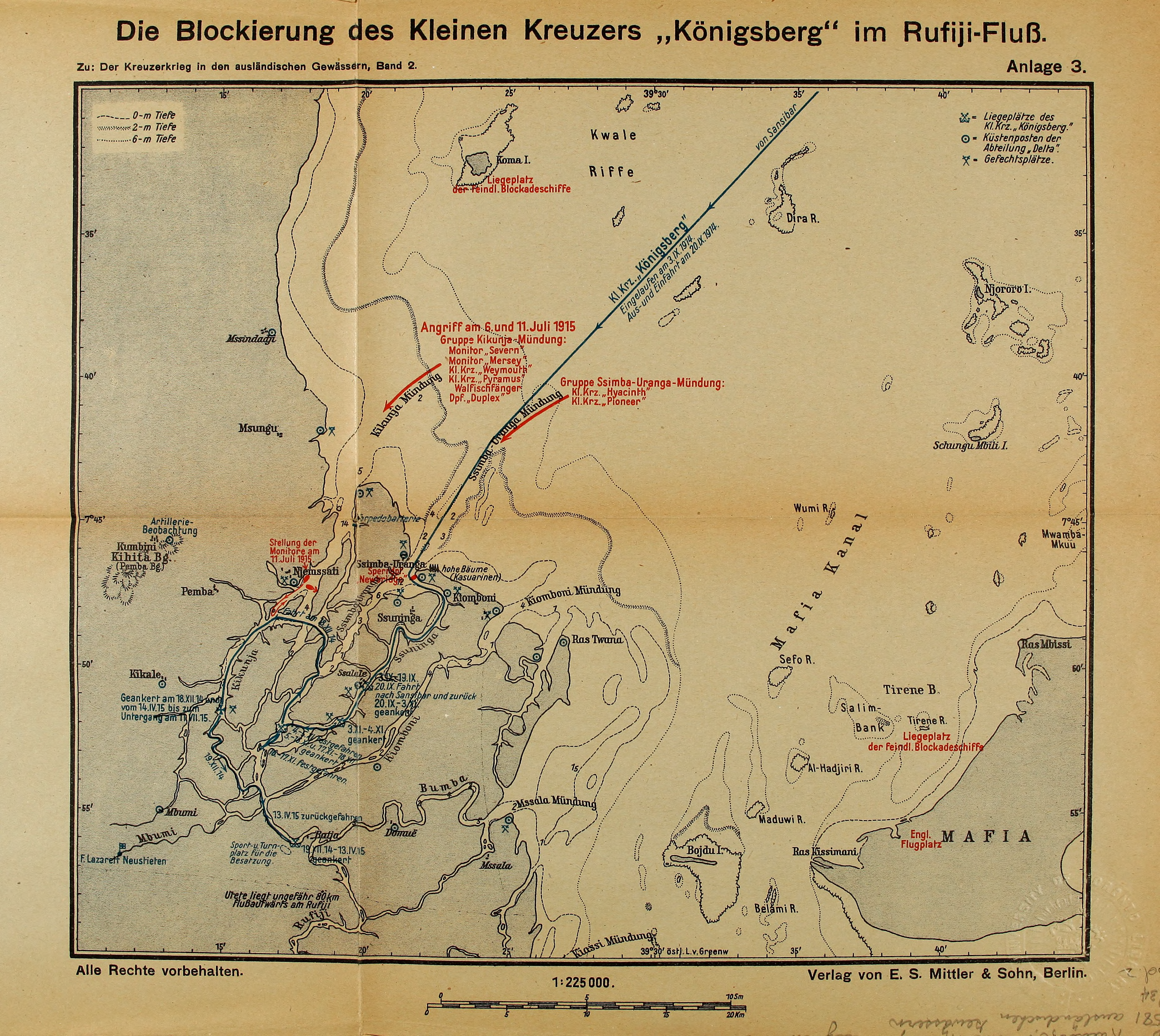
Hadműveletek a Rufidzsi deltájában

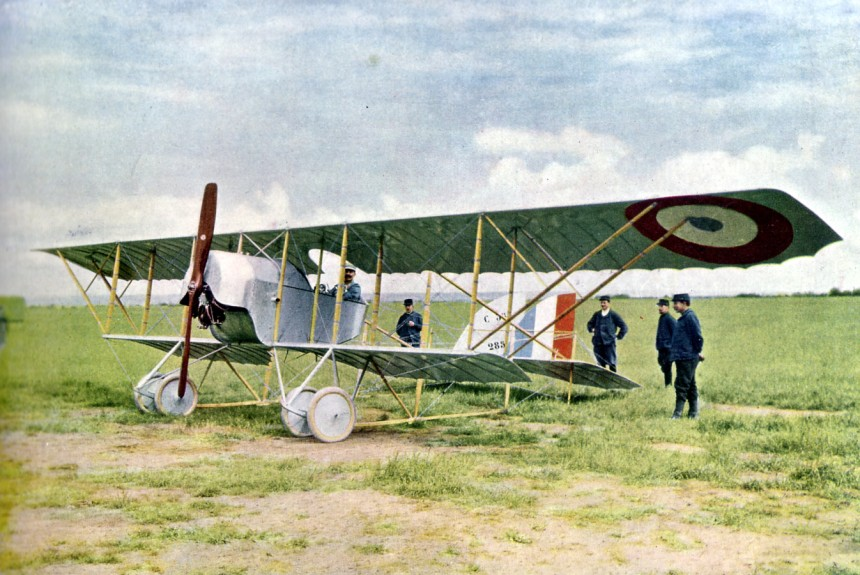
Egy francia felségjelű Caudron G.3 a háború elején

A brit tengernagy kérésére két monitort, a Severnt és a Mersey-t küldték át a Földközi-tengerről Kelet-Afrika partjaihoz. Az 1915 júniusának elején beérkező hadihajókkal hosszasan gyakorolták a repülőgépek megfigyelései által meghatározott célpontok leküzdését. Egy hónap elteltével, július 6-án indították meg a döntőnek szánt rohamot a hajnali dagályt kihasználva. Míg a monitorok az északi Kikunja ágba hajóztak be négy mérföldnyire, addig a blokádban részt vevő többi hajó a torkolatban, még a német cirkáló lövegeinek hatótávolságán kívül maradva igyekezett lekötni a Delta különítmény egységeit és a német megfigyelőállásokat tűz alatt tartani. A monitorok 06:30-kor a repülőgépek irányításával tüzet nyitottak a Königsbergre, de közben szándékuktól eltérően betértek annak lövegeinek hatókörébe és így ők is tűz alá kerültek és viszonylag hamar belőtte őket magának. 07:35 utáni percekben több találattal megrongálta a Mersey-t többek halálát és sebesülését okozva, ami miatt az ideiglenesen kivált a küzdelemből. Ezután a Severnnel vívott tűzpárbajt, mely a testvérhajója kiválásának köszönhetően pontosabb lövéseket tudott már leadni, mivel a repülőgépen nem keverhették már össze, melyik sortüzet melyik hajó adta le. A Severn ezután négy találatot is elért a Königsbergen, de hamarosan a közvetlen közelében becsapódó lövedékek miatt maga is helyváltoztatásra kényszerült. A találatok – két-két 152 mm-es és 119 mm-es lövedék – közül az első a jobb oldali első lövegnél csapódott be két lövegkezelő halálát okozva, a második hajóhíd jobb oldalát, kiiktatva a fő távolságmérőt és kezelőit, a harmadik a tiszti étkezdében robbant, a negyedik pedig a középfedélzeten csapódott be és mivel nem robbant fel, csak csekély károkat okozott.
Az ütközet ezután váltakozó intenzitással egészen 15:25-ig tartott, mikor is a monitorok King-Hall tengernagy utasítására visszatértek a támaszpontra. A Königsbergen az egyik löveg megsérült, de hamar helyre tudták hozni. Legénységéből négyen veszítették életüket, de a cirkáló továbbra is teljes mértékben harcképes és tengeri hajózásra alkalmas maradt, így továbbra is potenciális fenyegetést jelentett az Indiai-óceánon közlekedő antant hajók számára.
Amint a károkat kijavították, a britek újabb támadást terveztek végrehajtani. Erre július 11-én került sor. A britek ekkor nem számolhattak az éjszaka leple alatti megközelítés biztosította meglepetés előnyével, mivel ezen a napon a dagály csak dél körül állt be. A mindenféle hadihajót magába foglaló brit kötelék összesen 21 egysége 11:00 körül ért a torkolat elé. A két monitor ezúttal is a Kikunja ágon hajózott fel, az őket kísérő hajók egy része, két könnyűcirkáló (a Weymouth King-Hall tengernaggyal a fedélzetén illetve a Pyramus) és három felfegyverzett bálnavadászhajó ezúttal mélyebben behajóztak a torkolatba és ezúttal is
A parton lévő célpontokat vették tűz alá, ugyanakkor a Hyacinth és a Pioneer a Ssimba-Uranga ág védőit igyekeztek lekötni tüzükkel.

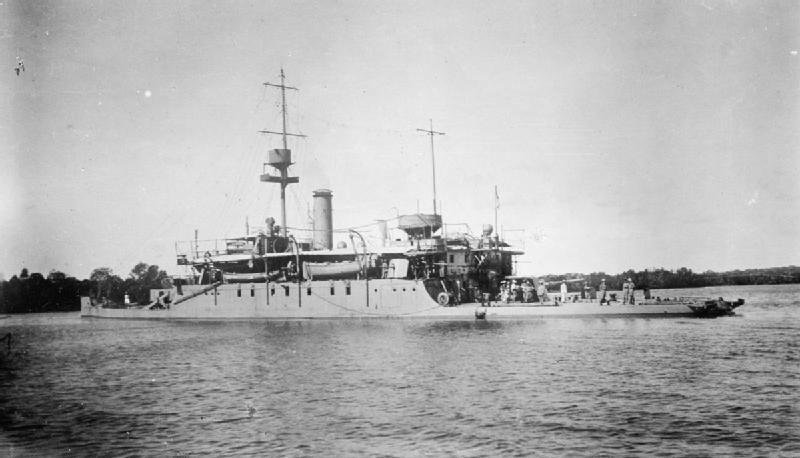
A Severn 1917 júliusában, két évvel a csata után a Rufidzsin

A monitorok 11:45-re értek be a torkolatba és ezúttal tovább felhajóztak rajta. Az előző akció tanulságát levonva ezúttal felváltva tüzeltek, hogy a repülőgép könnyebben rávezethesse őket a célpontra. Előbb a Mersey nyitott tüzet fedezve a továbbhajózó Severnt, mely 12:30-kor adta le az első lövéseket. A repülőgépek rádión jelentett megfigyelései alapján korrigálva a Severn 10 perc alatt belőtte magának a cirkálót és 12:39-től kezdve szinte folyamatosan ért el találatokat, annak ellenére, hogy az időközben a Königsberg áthelyezte rá a tüzét és lövedékei szorosan mellette csapódtak be. A cirkáló lövegei egymás után váltak harcképtelenné, a tüze pedig a megfigyelőállásokkal összekötő kommunikációs vonalakat ért találatok miatt vált pontatlanabbá. 12:50-kor még sikerült lelőnie az utolsó repeszgránáttal az egyik megfigyelő repülőgépet, de egy 12:54-kor becsapódó találat szilánkjai a parancsnoki toronyban több tisztet, köztük Looff fregattkapitányt is megsebesítették és az egyik löveget és kezelőit is kiiktatták. Ezt követően már csak két lövege volt hadra fogható. 13:15-kor nagy tűz keletkezett a taton, ami miatt a lőszerraktárakat el kellett árasztani.

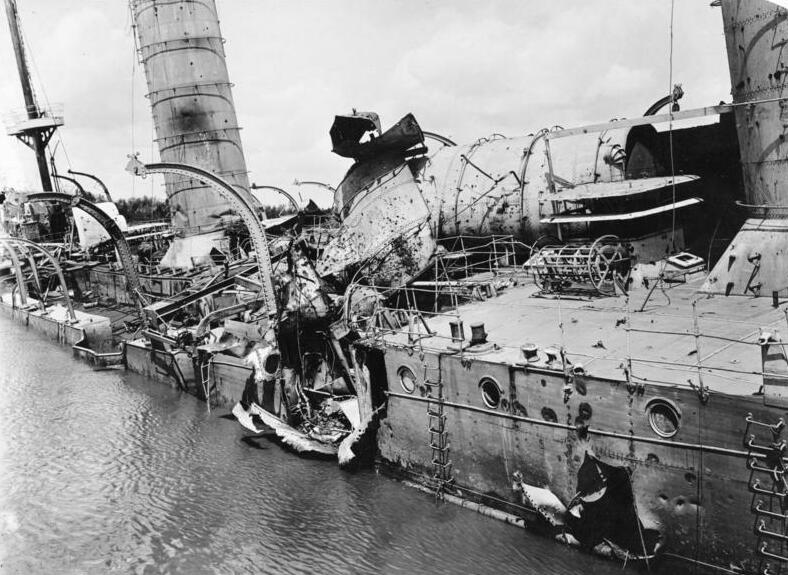
A Königsberg sérülései a hajó közepén az eldőlt középső kéménnyel

A Königsberg utolsó lövege 13:40-kor szüntette be a tüzelést, ekkorra a cirkáló nagy része az elszenvedett találatok következtében romhalmazzá vált. Ezután pár perccel a Severn felhagyott a lövetéssel. A sérült Looff fregattkapitány parancsot adott a hajó elhagyására és az elsőtisztnek meghagyta, hogy a hajót elkerülendő az ellenség kezébe való kerülését süllyessze el. A sebesülteket a közeli partra szállítva a legénység csónakon hagyta el a hajót. Looffot az utolsó csónakban evakuálták. Koch elsőtiszt a torpedógépésszel két torpedófejet időzített robbantásra állított be, majd a cirkálót utolsókként elhagyva kiúsztak a partra. A robbanás 14:00 körül következett be, mire a Königsberg lassan, enyhén a jobb oldalára dőlve megfeneklett a sekély vízben.
A Mersey viszont közelebb hajózott a cirkálóhoz és 14:08-tól – a legénysége által már elhagyott és elsüllyesztett hajót – hat kilométere távolságból tűz alá vette és számos találatot elért rajta. A küldetés sikeres végrehajtása után a monitorok 14:30-kor visszaindultak a támaszpontjukra.
A veszély elmúltával a hajójukra visszatért németek 17:45-kor – napnyugtakor – vonták be a Königsberg gránátszilánkok által megszaggatott zászlóit ceremoniális külsőségek között, miközben háromszoros hurrát kiáltottak Őfelsége a császár személyére.
A július 11-ei összecsapás eredményeként a Königsberg harcképtelenné válásával megszűnt az a veszély, hogy az óceánra kihajózva kereskedelmi háborút folytathasson, így a brit erőfeszítések a nyolc hónapig tartó blokád után sikerrel jártak. A Königsberg fedélzetén lévő mintegy 220 főből 19 veszítette életét, 21 fő sérült meg súlyosan és 24 könnyebben. A sérülteket a közeli Neustieten tábori kórházába szállították, a halottakat e település temetőjében helyezték végső nyugalomra.

## A hajó és legénységének további sorsa

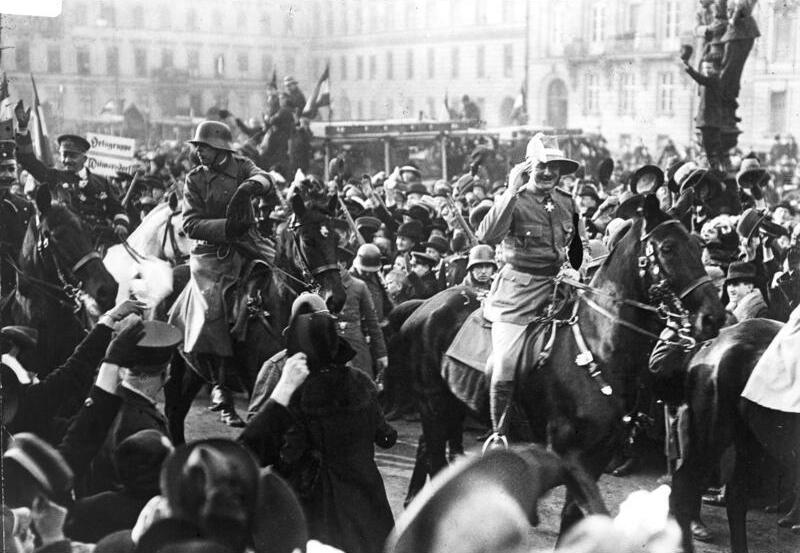
Paul von Lettow-Vorbeck a Schutztruppe hazatérésére rendezett ünnepi felvonuláson, melyen a Königsberg túlélői is részt vettek (Berlin, Pariser Platz, 1919. március 2.)

A döntő csata másnapján a roncs alacsony vízállásnál való átvizsgálása során a németek az összes 10,5 cm-es löveget lényegében használhatónak találták és a kiemelésüknek azonnal hozzáláttak. A kisebb sérüléseket a daressalami flottillaműhely javította ki rajtuk. A lövegeket nehéz kocsikra téve több száz bennszülöttel vontatták el. Daressalamba való megérkezésük és kijavításuk után öt itt maradt, a többit különböző hadszíntereken osztották szét, lőszerként a Rubensről kimentett muníció szolgált számukra. Ezek az ágyúk nagyban növelték a kelet-afrikai német haderő tűzerejét, bár a hozzájuk való páncéltörő lövedékek hatásfoka a nyílt terepen vívott ütközetekben mérsékelt volt. Az ágyúk közül három tekinthető meg napjainkban kiállítva – egy Mombasában, egy Pretoriában és a harmadik az ugandai Jinja erődben.
A britek is kiemelték a Pegasus lövegeit és a szárazföldi harc igényeinek megfelelően alakították őket át. A Kondoa-Irangi körüli harcok során 1916 júniusában a két cirkáló lövegei lőttek is egymásra. Az 1916 márciusa és 1917 októbere közötti visszavonulás során a Schutztruppe lassanként elveszítette vagy feladta ezeket a nagy tűzerejű fegyvereit. Elfogyott a hozzájuk való lőszer és von Lettow-Vorbeck is kénytelen volt átállni egy mozgékonyabb hadviselési formára. A lövegek szállítása az úttalan tájakon át akár 400 hordárt is igényelt.
Július 12. és szeptember 18. között az összes hasznosítható anyagot felszínre hozták a hajótestből. A legénység túlélőit is Daressalamba rendelték, ahol „Königsberg különítmény” (Abteilung Königsberg) néven állítottak fel belőlük egy alakulatot. Az alakulat túlélői 1917. november 26-án adták meg magukat a briteknek és Egyiptomban internálták őket. A háború után 1919-ben részt vettek a Paul von Lettow-Vorbeck által vezetett felvonuláson, amit a visszatérő gyarmati erők tiszteletére tartottak meg Berlinben, áthaladva a Brandenburgi kapu alatt.
John Ingles, a zanzibári csatában a Königsberg által elsüllyesztett Pegasus parancsnoka 1924-ben azt a megbízást kapta, hogy mentesítse Dar es-Salaam (korábbi írásalakban Daressalam) kikötőjét a hajóroncsoktól. Ekkor vette meg a Königsberg maradványainak hasznosítási jogát 200 fontért. Búvárok segítségével színesfémeket hozatott a felszínre, majd eladta a jogokat. A mentési munkálatok a 30-as évekig folytatódtak. A 40-es évek során a hajótest a jobb oldalára dőlt. 1965-től a munkálatok folytatódtak, de 1966-ban a hajótest összeomlott és végül teljesen beágyazódott a folyómederbe.

## AKönigsbergháborús tevékenységének értékelése

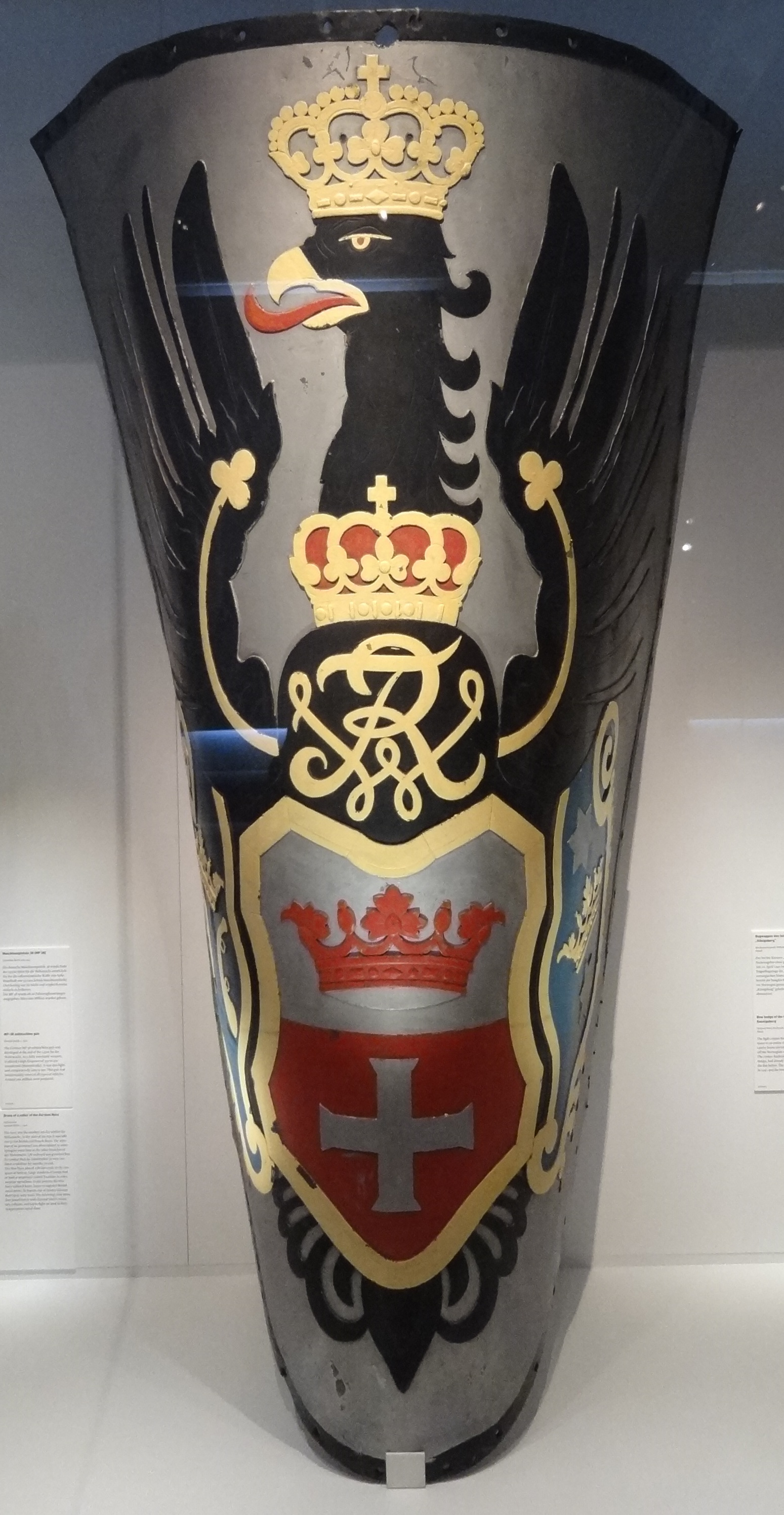
A cirkáló orrdísze a Bundeswehr Hadtörténeti Múzeumában, Drezda

A háború utáni német hivatalos történetírást szerkesztő Erich Raeder meglátása szerint a Königsberg kereskedelmi háborúja több okból kifolyólag nem volt sikeres. A mozgósítási előkészületek során a várható körülményeket az Ádeni-öbölben (monszun hatása a cirkálóháborúra) figyelembe kellett volna venni. A fellépő szénhiány fő oka a Reichenfels gőzhajó rádiókezelőinek mulasztása volt. Miután a madagaszkári akció során sem sikerült szenet szereznie, kénytelen volt visszatérni Kelet-Afrikába. Raeder szerint az Admiralstab értesítése az Emden Indiai-óceánon való tevékenységéről még szeptember végén is fontos információ lehetett volna, de erről Looff nem tudott semmit.
A cirkáló tevékenységét összegezve a mű kiemeli, hogy a kényszerből tért vissza a gyarmatra, ahol a felfedezése után hosszú hónapokig jelentős erőket kötött le. Blokád alatt tartása és az ellene vívott harc hosszabb-rövidebb ideig egy (pre-dreadnought) csatahajót, kilenc cirkálót, két monitort, egy segédcirkálót továbbá számos egyéb hadihajót vett igénybe. Raeder ugyanakkor megemlíti, hogy az energikus Schönfeld korvettkapitány vezette Delta különítmény jóval nagyobb sikereket érhetett volna el, amennyiben hatékonyabb tüzérségi eszközök is a rendelkezésére álltak volna. Itt nyilvánvalóan a Schönfeld által a partvédelem megerősítésére kért néhány 10,5 cm-es ágyúra gondolt, mely kérelmet Looff visszautasított.
A világháború tengeri eseményeit érintő brit történetírás a következőképpen összegzi a cirkáló teljesítményét a háborúban:
„Nyolc hónapon át dacolt az elpusztítására tett erőfeszítéseinkkel és bátran harcolt a végsőkig. Bármennyire is dicstelen volt a kereskedelmi háborúja során, elbukásával visszaszerezte a becsületét.”

## Filatéliai jelentősége
A Königsberg haditengerészeti bélyegkészletét a Möwe mérőhajóéval együtt elhasználták Kelet-Afrikában. E bélyegek a Német Birodalom 3, 5, 10, 20 és 50 pfenniges valamint 1 márkás címletei voltak a Germania-kiadásból. Német Kelet-Afrikában a háború okozta elszigeteltség miatt bélyeghiány lépett fel, amit különböző szükségmegoldásokkal igyekeztek orvosolni. Ezek közé tartozott a haditengerészeti postaszolgálat bélyegeinek felhasználása, melyek normális körülmények között nem voltak használhatók a gyarmat területén. A bélyegeket nyolc közepes méretű postahivatal között osztották szét és a belső forgalomban csomagküldemények esetén használtak fel. A bélyeggyűjtők körében ezek a bélyegek „Königsberg-kiadás” néven ismertek.

## A hajó parancsnokai
| 1907- április 6. – 1908. szeptember 30. | Otto Philipp korvettkapitány / fregattkapitány     |
| 1908. október 1. – 1909. november 30.   | Adolf Kloebe fregattkapitány                       |
| 1909. december 1. – 1910. szeptember    | Adolf von Trotha fregattkapitány / sorhajókapitány |
| 1910. szeptember – 1911. június 14.     | Paul Heinrich korvettkapitány / fregattkapitány    |
| 1913. január 22. – 1913. június 19.     | Heinrich Retzmann fregattkapitány                  |
| 1914. április 1. – 1915. július 11.     | Max Looff fregattkapitány                          |

## Fordítás
- Ez a szócikk részben vagy egészben  a   SMS Königsberg (1905) című angol Wikipédia-szócikk ezen változatának fordításán alapul.  Az eredeti cikk szerkesztőit annak laptörténete sorolja fel. Ez a jelzés csupán a megfogalmazás eredetét és a szerzői jogokat jelzi, nem szolgál a cikkben szereplő információk forrásmegjelöléseként.
- Ez a szócikk részben vagy egészben  a   SMS Königsberg (1905) című német Wikipédia-szócikk ezen változatának fordításán alapul.  Az eredeti cikk szerkesztőit annak laptörténete sorolja fel. Ez a jelzés csupán a megfogalmazás eredetét és a szerzői jogokat jelzi, nem szolgál a cikkben szereplő információk forrásmegjelöléseként.

## Kapcsolódó olvasmányok
- Looff, Max. Tufani: Sturm über Deutsch-Ostafrika. Berlin: Bernard & Graefe Verlag (1936). OCLC 17207148
- Lochner, R. K.. Kampf im Rufiji-Delta: Das Ende des Kleinen Kreuzers Königsberg: die deutsche Marine und Schutztruppe im Ersten Weltkrieg in Ostafrika. W. Heyne (1987). ISBN 978-3453024205
- Hoyt, Edwin. The Germans Who Never Lost: The Story of the Konigsberg. New York: Funk & Wagnalls (1968). OCLC 440986

## Linkek
- Az SMS Königsberg leírása a deutsche-schutzgebiete.de oldalon
- The Königsberg Incident